# Terziisko, Loveci
Terziisko (în bulgară Терзийско) este un sat în comuna Troian, regiunea Loveci,  Bulgaria. 

## Demografie
Componența etnică a satului Terziisko
     Bulgari (99,38%)
     Nicio identificare (0,61%)
     Altele (0%)
La recensământul din 2011, populația satului Terziisko era de 326 locuitori. Din punct de vedere etnic, majoritatea locuitorilor (99,38%) erau bulgari. Pentru 0,61% din locuitori nu este cunoscută apartenența etnică.